# Nada es igual (álbum de Chenoa)
Nada es igual es el tercer álbum de estudio de la cantante Chenoa. Grabado en Milán en el verano de 2005 y producido por Dado Parisini (Nek, Laura Pausini y Paolo Vallesi, entre otros). Fue editado por Vale Music en España el 13 de noviembre de 2005 y es el primer disco de Chenoa totalmente en español y sin canciones en inglés estrenándose como compositora en él con 6 temas. El disco obtuvo grandes críticas y marcó un cambio radical en la carrera de la cantante que consistió en un paso de un pop-dance a pop-rock, un cambio de discográfica así como un cambio de productor y una actitud mucho más madura tanto musical como vocalmente, empezándose a tratar temas sociales en los discos de la cantante. Las ventas mundiales superan las 250 mil copias

## Sencillos
| Canción          | Pos.España    | Pos.Argentina | Pos.Latinoamérica |
| 1.Rutinas        | #1 (2)        | -             | #25               |
| 2.Tengo para ti  | #21           | #7            | -                 |
| 3.Donde estés... | ((promo only) | ((promo only) | ((promo only)     |
| ---------------- | ------------- | ------------- | ----------------- |

## Pistas
| N.º   | Título                 | Escritor(es)                                                                                 | Duración |  |
| 1.    | «Rutinas»              | Jay Smith, Jim Marr, Wendy Page Adapt al español: María Laura Corradini "Chenoa"             | 4:10     |  |
| 2.    | «Tengo para ti»        | Bernd Voss, Jamie Roldán, Jesús Domínguez                                                    | 3:00     |  |
| 3.    | «Donde estés...»       | Eleonora Giudizi, Max Minoia, Pablo Pinilla Adapt al español: María Laura Corradini "Chenoa" | 3:33     |  |
| 4.    | «Nada es igual»        | Eleonora Giudizi, Max Minoia, Pablo Pinilla Adapt al español: María Laura Corradini "Chenoa" | 4:10     |  |
| 5.    | «Camina»               | Pam Sheyne, Peter Martin Adapt al español: María Laura Corradini "Chenoa"                    | 3:45     |  |
| 6.    | «Te encontré»          | Claudia Brant, Lindy Robbins, Mark Portmann                                                  | 4:03     |  |
| 7.    | «Encadenada a ti»      | William Luque                                                                                | 3:26     |  |
| 8.    | «Me enamoro del dolor» | David Kirchner, Ira Rogers Adapt al español: María Laura Corradini "Chenoa"                  | 4:00     |  |
| 9.    | «Ladrón de corazones»  | Francisco Fenollosa, Vicente Requena                                                         | 3:50     |  |
| 10.   | «Contigo y sin ti»     | Domingo Sánchez, William Luque                                                               | 4:44     |  |
| 11.   | «Sol, noche y luna»    | Daniel Betancourth, Kike Santander                                                           | 3:29     |  |
| 42:11 |                        |                                                                                              |          |  |

## Listas

### Semanales
| País   | Ranking         | Primera semana | Posición de ingreso | Mejor posición | Semanas en la mejor posición | Semanas en el ranking | Última semana |
| ------ | --------------- | -------------- | ------------------- | -------------- | ---------------------------- | --------------------- | ------------- |
| Europa |                 |                |                     |                |                              |                       |               |
| España | Top 100 álbumes | 20/11/2005     | 6                   | 1              | 1                            | 20                    | 02/04/2006    |

### Anuales
2005
| País   | Ranking       | Posición |
| ------ | ------------- | -------- |
| Europa |               |          |
| España | Top 50 Albums | 39       |

### Certificaciones
| País   | Proveedor  | Año  | Certificación |
| Europa |            |      |               |
| España | Promusicae | 2005 | Platino       |